# Myxopyreae
Myxopyreae, tribus grmova i drveća iz porodice maslinovki. Postoje tri roda, svi su iz Azije.

## Rodovi
1. Dimetra Kerr  (1 sp.)
2. Myxopyrum Blume  (5 spp.)
3. Nyctanthes L.  (2 spp.)